# Valenciennea puellaris
Eleotris taché d'orange
Espèce
Statut de conservation UICN

 LC  : Préoccupation mineure
Valenciennea puellaris, l’Eleotris taché d'orange, est une espèce de poissons marins de la famille des Gobiidae. Ce poisson est commun en aquariophilie où il est maintenu en bac récifal.

## Répartition
Valenciennea puellaris est originaire de l'océan Indien, de la mer Rouge, notamment du Japon et grande barrière de corail.

## Description

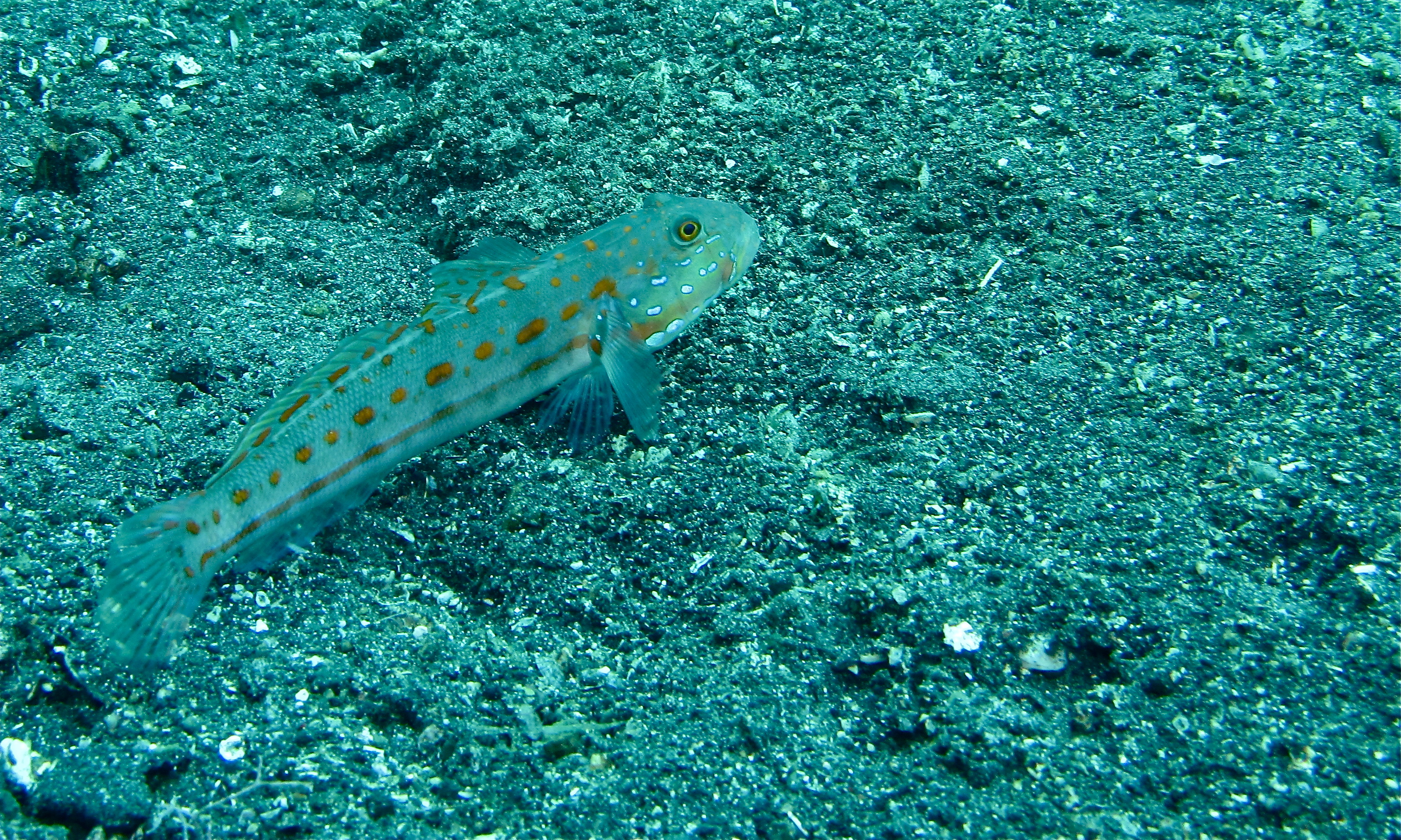
Valenciennea puellaris (Sulawesi, Indonésie).

Valenciennea puellaris ont une forme fusiforme de couleur blanc rosé. Il possède des points bleutés sur chaque joues et des taches orange alignées horizontalement. Ils peuvent atteindre une longueur de 20 cm. Ces poissons ne sont généralement pas agressifs, mais peuvent activement protéger leur territoire de leurs congénères.

## Systématique
Le nom valide complet (avec auteur) de ce taxon est Valenciennea puellaris (Tomiyama (d), 1956).
L'espèce a été initialement classée dans le genre Eleotriodes sous le protonyme Eleotrioides puellaris Tomiyama, 1956.
Ce taxon porte en français le nom vernaculaire ou normalisé suivant : Eleotris taché d'orange.
Valenciennea puellaris a pour synonymes :
- Eleotriodes puellaris Tomiyama, 1956
- Eleotrioides puellaris Tomiyama, 1956
- Valencienea puellaris (Tomiyama, 1956)
- Valencienna puellaris (Tomiyama, 1956)

### Étymologie
Son épithète spécifique, du latin puellaris, « qui ressemble à une demoiselle », est supposée faire référence à sa coloration gaie.